# Distrito de Mitrovica
El distrito de Mitrovica es un distrito creado por la UNMIK perteneciente a la provincia de Kosovo. El territorio se encuentra disputado desde que Kosovo declaró unilateralmente su independencia en 2008 y este considerado por Serbia como parte de su territorio. La capital es la ciudad de Mitrovica y gran parte de su territorio, Mitrovica Norte, corresponde al llamado Kosovo del Norte, región que concentra la mayor población de origen étnico serbio y que mayoritariamente rechazan al gobierno autónomo kosovar.

## Municipios
- Kosovska Mitrovica o Mitrovica
- Leposavic o Leposavić
- Srbica
- Vucitrn o Vučitrn
- Zubin Potok
- Zvecan o Zvečan

- Datos: Q1046673
- Multimedia: Kosovska Mitrovica District / Q1046673